# 푸에르토리코 인터라메리칸 대학교
푸에르토리코 인터라메리칸 대학교(영어: Interamerican University of Puerto Rico)는 푸에르토리코 산후안에 있는 사립대학교이다. 이 학교는 1912년에 첫 개교되었다.